# Margarites vahlii
Margarites vahlii är en snäckart som först beskrevs av Moller 1842.  Margarites vahlii ingår i släktet Margarites och familjen pärlemorsnäckor. Inga underarter finns listade i Catalogue of Life.